# Cantó de Beine-Nauroy
El cantó de Beine-Nauroy és un cantó francès del departament del Marne, situat al districte de Reims. Té 17 municipis i el cap és Beine-Nauroy.

## Municipis
- Aubérive
- Beine-Nauroy
- Berru
- Bétheniville
- Cernay-lès-Reims
- Dontrien
- Époye
- Nogent-l'Abbesse
- Pontfaverger-Moronvilliers
- Prosnes
- Prunay
- Saint-Hilaire-le-Petit
- Saint-Martin-l'Heureux
- Saint-Masmes
- Saint-Souplet-sur-Py
- Selles
- Vaudesincourt

## Història
| Data d'elecció                           | Identitat        | Partit                               | Qualitat |
| ---------------------------------------- | ---------------- | ------------------------------------ | -------- |
| 1945-1967                                | René Lundy       | radical                              |          |
| 1967-1998                                | Pierre Rodrigue  | Divers gauche, després divers droite |          |
| 1998-                                    | Alphonse Schwein | Divers droite, després UDF-PCD       |          |
| les dades anteriors no són pas conegudes |                  |                                      |          |
|                                          |                  |                                      |          |